# کهتریان
کهتریان (به انگلیسی: Kathrian) یک روستا در پاکستان است که در پنجاب واقع شده‌است.